# 齋藤湧希
齋藤 湧希（さいとう はやき、1994年3月24日 - ）は、NHKのアナウンサー。

## 人物
宮城県仙台市出身。早稲田大学卒業後、2018年入局。初任地は富山放送局。

## 嗜好・挿話
- 好きな食べ物は焼きそば、カレー、寿司[3][4]。
- 九州に住むことが楽しみだった[5]。
- 「情報WAVEかごしま」キャスターに就任した際、鹿児島市電車内全面に齋藤の顔をあしらったポスターが貼り出された[6]。就任2年目からは原則、隔週担当に変更されている。

## 現在の担当番組
- NHKニュース たっぷり静岡（キャスター：2025年3月31日 - ）（大谷奈央と隔週で担当）
- 静岡県のニュース・中継・リポート
- ニュースしずおか845（不定期）
- ニュースしずおか645（不定期）

## 過去の担当番組
富山放送局時代（2018年度 - 2020年度）
- どーも、NHK（2018年6月3日）：新人お披露目
- 富山県のニュース・中継・リポート
- ニュース富山人（不定期）：主に梶原典明、石井智也のキャスター代行など

鹿児島放送局時代（2021年度 - 2024年度）
- 情報WAVEかごしま（キャスター：2021年3月29日 - 2023年2月24日）（2022年度から白鳥哲也と隔週担当）
- 鹿児島県のニュース・中継・リポート☆
- 情報WAVE845かごしま（不定期）☆
- 台風6号関連特設ニュース（2023年8月9日・全国放送） - 鹿児島放送局より鹿児島県内の災害状況を伝えた[注釈 1]
- 令和6年能登半島地震の災害報道対応による金沢放送局への応援派遣
  - 正午のニュース、能登半島地震石川県のニュース・ライフライン情報（2024年1月20日） - 輪島市から中継リポート
  - 能登半島地震石川県のニュース・ライフライン情報（2024年1月21日） - 七尾市から中継リポート
- 九州・沖縄地方のニュース（2024年3月7日・応援派遣要員） - 福岡局より
- ニュース845福岡（2024年3月7日） - 応援派遣要員
- はっけんラジオ - 福岡局より
  - 「ドクター小野村のなるほど・ストロング系飲料!依存性・健康リスク」（2024年3月7日）
- ラジオニュース（九州沖縄、R1・FM）の泊まり勤務担当（2024年3月8日 - 9日） - 応援派遣要員[注釈 2]
- NHKニュースおはよう日本（2024年8月19日 - 23日） - 5時台キャスター（代理）
- ニュース・気象情報（午前9時、2024年8月19日 - 23日）

静岡放送局時代（2025年度 - ）
- 午後LIVE ニュースーン（2025年7月4日）- おとりよせ＠静岡
- 第27回参議院議員通常選挙開票速報（静岡県内キャスター：2025年7月20日）
- ニュース「太平洋側中心に津波警報」関連（県域：2025年7月30日）